# FA Women's Super League 2019-2020
La FA Women's Super League 2019-2020, nota anche come Barclays FA Women's Super League 2019-2020 per ragioni di sponsorizzazione, è stata la decima edizione della massima divisione del campionato inglese femminile di calcio. Il campionato è iniziato il 7 settembre 2019 e si sarebbe dovuta concludere il 16 maggio 2020.
La stagione è stata sospesa il 13 marzo 2020 a causa della pandemia di COVID-19 che ha colpito il Regno Unito a partire dal mese di febbraio, per poi essere definitivamente sospesa il 25 maggio 2020. La federazione inglese (FA) valutò le raccomandazioni degli organizzatori della Women's Super League e Championship circa le regole per la gestione sportiva della competizione, così come le squadre che rappresenteranno la federazione inglese alla UEFA Women's Champions League 2020-2021. Successivamente viene decretata vincitrice della competizione il Chelsea, retrocede il Liverpool e sono qualificate alla prossima rassegna continentale il Chelsea e il Manchester City.

## Stagione

### Novità
Dalla FA WSL 2018-2019 era stato retrocesso in FA Women's Championship lo Yeovil Town, mentre dalla Championship 2018-2019 erano stati promossi il Manchester United e il Tottenham, allargando così l'organico a dodici squadre.

### Formula
Le 12 squadre si affrontano in un girone all'italiana con partite di andata e di ritorno, per un totale di 22 giornate. La squadra prima classificata è campione d'Inghilterra. Le prime due classificate sono ammesse alla UEFA Women's Champions League 2020-2021 mentre l'ultima retrocede in FA Women's Championship.

### Avvenimenti
Dopo la giornata di campionato del 23 febbraio 2020, il campionato di Women's Super League prevedeva una sosta di un mese per lasciare spazio sia alla disputa della FA Women's Cup sia alla partecipazione della nazionale inglese alla quinta edizione della SheBelieves Cup, previsto dal 5 all'11 marzo 2020. Il 13 marzo 2020, a seguito dell'acuirsi della pandemia di COVID-19 nel Regno Unito, la federazione inglese annunciò la sospensione di tutte le competizioni calcistiche fino al 3 aprile successivo, inclusa la Women's Super League che sarebbe dovuta riprendere il 22 marzo. Pochi giorni dopo arrivò un'estensione della sospensione delle competizioni fino al 30 aprile. Il 25 maggio successivo è stata annunciata la sospensione definitiva della Women's Super League e Championship, e gli organizzatori dei tornei hanno inviato alla FA le loro raccomandazioni per le regole della gestione sportiva. Il 5 giugno viene dichiarata vincitrice del campionato il Chelsea, essendo seconda e con un punto in meno rispetto al Manchester City (40 a 39), ma con una partita in meno giocata.

## Squadre partecipanti
| Club              | Stagione | Città           | Stadio                             | Stagione precedente                 |
| ----------------- | -------- | --------------- | ---------------------------------- | ----------------------------------- |
| Arsenal           | dettagli | Londra          | Meadow Park (Borehamwood)          | 1º posto in FA WSL                  |
| Birmingham City   | dettagli | Birmingham      | Damson Park (Solihull)             | 4º posto in FA WSL                  |
| Brighton & Hove   | dettagli | Brighton & Hove | Broadfield Stadium (Crawley)       | 9º posto in FA WSL                  |
| Bristol City      | dettagli | Bristol         | Stoke Gifford Stadium (Filton)     | 6º posto in FA WSL                  |
| Chelsea           | dettagli | Londra          | Kingsmeadow (Kingston upon Thames) | 3º posto in FA WSL                  |
| Everton           | dettagli | Liverpool       | Walton Hall Park                   | 10º posto in FA WSL                 |
| Liverpool         | dettagli | Liverpool       | Prenton Park (Birkenhead)          | 8º posto in FA WSL                  |
| Manchester City   | dettagli | Manchester      | Manchester City Academy Stadium    | 2º posto in FA WSL                  |
| Manchester United | dettagli | Manchester      | Leigh Sports Village (Leigh)       | 1º posto in FA Women's Championship |
| Reading           | dettagli | Reading         | Adams Park (High Wycombe)          | 5º posto in FA WSL                  |
| Tottenham         | dettagli | Londra          | The Hive Stadium                   | 2º posto in FA Women's Championship |
| West Ham          | dettagli | Londra          | Rush Green Stadium                 | 7º posto in FA WSL                  |

## Classifica
Nota: a seguito della conclusione anticipata del torneo, la classifica tiene conto della media punti per partite disputate.
|  | Pos. | Squadra           | PF   | Pt | G  | V  | N | P  | GF | GS | DR  |
|  | ---- | ----------------- | ---- | -- | -- | -- | - | -- | -- | -- | --- |
|  | 1.   | Chelsea           | 2,60 | 39 | 15 | 12 | 3 | 0  | 47 | 11 | +36 |
|  | 2.   | Manchester City   | 2,50 | 40 | 16 | 13 | 1 | 2  | 39 | 9  | +30 |
|  | 3.   | Arsenal           | 2,40 | 36 | 15 | 12 | 0 | 3  | 40 | 13 | +27 |
|  | 4.   | Manchester United | 1,64 | 23 | 14 | 7  | 2 | 5  | 24 | 12 | +12 |
|  | 5.   | Reading           | 1,50 | 21 | 14 | 6  | 3 | 5  | 21 | 24 | -3  |
|  | 6.   | Everton           | 1,36 | 19 | 14 | 6  | 1 | 7  | 21 | 21 | 0   |
|  | 7.   | Tottenham         | 1,33 | 20 | 15 | 6  | 2 | 7  | 15 | 24 | -9  |
|  | 8.   | West Ham          | 1,14 | 16 | 14 | 5  | 1 | 8  | 19 | 34 | -15 |
|  | 9.   | Brighton & Hove   | 0,81 | 13 | 16 | 3  | 4 | 9  | 11 | 30 | -19 |
|  | 10.  | Bristol City      | 0,64 | 9  | 14 | 2  | 3 | 9  | 9  | 38 | -29 |
|  | 11.  | Birmingham City   | 0,54 | 7  | 13 | 2  | 1 | 10 | 5  | 23 | -18 |
|  | 12.  | Liverpool         | 0,43 | 6  | 14 | 1  | 3 | 10 | 8  | 20 | -12 |

Legenda:
      Campione d'Inghilterra e ammessa alla UEFA Women's Champions League 2020-2021
      Ammessa alla UEFA Women's Champions League 2020-2021
      Retrocessa in FA Women's Championship 2020-2021
Note:
Tre punti a vittoria, uno a pareggio, zero a sconfitta.

## Risultati

### Tabellone
Le partite indicate con "nd" non sono state disputate perché il campionato è stato definitivamente sospeso dopo la disputa della sedicesima giornata di campionato.
|                   | Ars  | Bir  | BHA  | BrC  | Che  | Eve  | Liv  | MaC  | MaU  | Rea  | Tot  | WeH  |
| ----------------- | ---- | ---- | ---- | ---- | ---- | ---- | ---- | ---- | ---- | ---- | ---- | ---- |
| Arsenal           | –––– | 2-0  | 4-0  | 11-1 | 1-4  | nd   | 1-0  | 1-0  | nd   | nd   | nd   | 2-1  |
| Birmingham City   | nd   | –––– | nd   | 0-1  | 0-6  | 0-1  | 2-0  | 0-2  | nd   | nd   | 1-1  | nd   |
| Brighton & Hove   | 0-4  | 3-0  | –––– | nd   | 1-1  | 1-0  | 1-0  | nd   | 1-1  | 2-2  | 0-1  | 1-3  |
| Bristol City      | nd   | 0-2  | 0-0  | –––– | 0-4  | nd   | 0-1  | 0-5  | nd   | nd   | 1-2  | nd   |
| Chelsea           | 2-1  | 2-0  | nd   | 6-1  | –––– | nd   | nd   | 2-1  | 1-0  | 3-1  | 1-0  | 8-0  |
| Everton           | 1-3  | nd   | 2-0  | 2-0  | nd   | –––– | nd   | 0-1  | 2-3  | 3-1  | 3-1  | nd   |
| Liverpool         | 2-3  | nd   | nd   | 1-1  | 1-1  | 0-1  | –––– | nd   | nd   | 0-1  | nd   | 1-1  |
| Manchester City   | 2-1  | 3-0  | 5-0  | 1-0  | 3-3  | 3-1  | 1-0  | –––– | 1-0  | nd   | nd   | 5-0  |
| Manchester United | 0-1  | nd   | 4-0  | 0-1  | nd   | 3-1  | 2-0  | nd   | –––– | 2-0  | 3-0  | nd   |
| Reading           | 0-3  | 1-0  | nd   | 3-3  | nd   | 3-2  | nd   | 0-2  | 1-1  | –––– | 3-1  | 2-0  |
| Tottenham         | 0-2  | nd   | 1-0  | nd   | nd   | nd   | 1-0  | 1-4  | 0-3  | nd   | –––– | 2-1  |
| West Ham          | nd   | 1-0  | 2-1  | nd   | 1-3  | nd   | 4-2  | nd   | 3-2  | 2-3  | 0-2  | –––– |

## Statistiche

### Classifica marcatrici
Fonte: sito ufficiale.
| Gol | Rigori |  | Giocatore            | Squadra           |
| --- | ------ |  | -------------------- | ----------------- |
| 16  |        |  | Vivianne Miedema     | Arsenal           |
| 14  |        |  | Bethany England      | Chelsea           |
| 10  |        |  | Pauline Bremer       | Manchester City   |
| 9   |        |  | Chloe Kelly          | Everton           |
| 6   |        |  | Lauren James         | Manchester United |
| 6   |        |  | Ji So-yun            | Chelsea           |
| 6   |        |  | Ellen White          | Manchester City   |
| 5   |        |  | Lauren Hemp          | Manchester City   |
| 5   |        |  | Adriana Leon         | West Ham          |
| 5   |        |  | Jordan Nobbs         | Arsenal           |
| 5   |        |  | Guro Reiten          | Chelsea           |
| 5   |        |  | Ebony Salmon         | Bristol City      |
| 5   |        |  | Daniëlle van de Donk | Arsenal           |
| 5   |        |  | Aileen Whelan        | Brighton & Hove   |
| 5   |        |  | Katie Zelem          | Manchester United |
| 5   | 1      |  | Rachel Furness       | Liverpool         |
| 5   | 1      |  | Kim Little           | Arsenal           |
| 5   | 2      |  | Fara Williams        | Reading           |